# Каразін Іван Іванович
Іва́н Іва́нович Кара́зін (*1834 — †13 вересня 1903) — громадський діяч, ботанік-акліматизатор, син засновника Краснокутського дендропарку Івана Назаровича Каразіна і продовжувач його справи. Племінник засновника Харківського університету Василя Назаровича Каразіна.

## Рід
Іван Іванович Каразін нащадок стародавнього дворянського роду, який мав свій герб ще з 1627 року. Засновником роду вважається Григорій Караджи (прапрадід Івана Івановича) — архієпископ міста Софії. Прадід Каразіна, Олександр Григорович, переїхав до Росії за часів імператора Петра І. Саме тоді його прізвище було записано з російським закінченням (Каразін).
Дід Івана — Назар Олександрович Каразін — успадкував професію від свого батька — також став військовослужбовцем. Вийшовши у відставку в 1770 році, Назар Каразін отримав «в вечное пользование». села Кручик і Основинці на Харківщині. Вже в Україні він одружився з донькою козацького сотника Харківського полку Якова Івановича Коваленка Варварою Петрівною.

## Біографія
Народився Іван Каразін у 1834, за два роки до смерті батька — Івана Назаровича Каразіна.
Роки сирітства, навчання у приватних пансіонах Харкова сформували риси його характеру. Головною з яких, зазначають дослідники, була цілеспрямованість.

### Акліматизатор
Закінчивши Харківський університет, відставний штабс-ротмістр, для якого військова служба не стала покликанням, Іван Каразін повертається у батьківські Основинці. Тут, у занедбаному за часи опікунства господарстві, в дендропарку, закладеному батьком, відновлює роботи з натуралізації рослин. Невдовзі його обирають дійсним членом Московського Товариства акліматизації.
Каразін вдвічі розширив плодовий і акліматизаційний сади, які налічували вже біля тисячі сортів рослин. Він натуралізував такі рослини, як кизил кавказький, обліпиха, ірга, кавказька трав'яниста бузина, маньчжурська ожина, дика маслина, що є кормовою базою для птахів та бджолиних. У 1895 році розсадники Івана Каразіна дали близько 100 тисяч саджанців дикої маслини. Він не тільки продовжив роботи з акліматизації деревних і чагарникових порід рослин, а й розпочав роботи з їх селекції, увів у культуру багато нових для краю рослин.
Іван Каразін створив прекрасний розсадник плодових, ягідних та декоративних культур, причому вирощував саджанці також для селянських садиб за доступною ціною, а то і безкоштовно, чим заслужив собі велику повагу земляків. Тож, між іншим, не випадково, що і сьогодні Краснокутщина є центром садівництва на Харківщині (тут досі працює Краснокутська дослідна станція садівництва). Український драматург Марко Кропивницький, який жив на хуторі Терновому (біля Сподобівки — нині Шевченківський район), у листі до композитора Миколи Аркаса (27 березня 1908 року) писав: «У мене гарні сорти з Каразінського саду»).
Свій узагальнений досвід про особливості акліматизації рослин в умовах Краснокутщини Іван Каразін виклав у доповіді на урочистому зібранні Московського Товариства акліматизації у 1891 році. За цю роботу Товариство присудило йому велику Золоту медаль. Такої ж нагороди удостоїло його і Французьке Товариство акліматизації.
У 1896 році у Харкові було створено Південно-російське товариство акліматизації. Серед його членів було багато професорів Харківського університету, відомих діячів культури, землевласників (А. М. Краснов, О. Ф. Брандт, П. І. Степанов, О. М. Бекетов, В. Я. Данилевський, Х. Д. Алчевська, П. І. Харитоненко та інші). 26 січня 1897 року Івана Каразіна було обрано почесним членом цього товариства.
Він брав участь у численних виставках, як на Слобожанщині так і за кордоном. На Всеросійській сільськогосподарській виставці 1887 року, що відбулася в Харкові, Іван Каразін за надані ним експонати з акліматизації іноземних дерев і чагарників був нагороджений срібною медаллю. Таку ж нагороду отримала і його дружина — Лідія Миколаївна Каразіна — за технологію виготовлення сухих фруктів і варення.
Оргкомітет першої Південно-російської виставки садівництва і рослинництва, організованої у 1900 році, високо оцінив 100-річне існування та надзвичайні заслуги акліматизаційного саду Каразіних. Його голова професор М. І. Кічунов писав про Івана Каразіна та його сад:
|  | Експонент володіє чудовим і у своєму роді єдиним в імперії акліматизаційним садом при хуторі Основинці |

 . Івану Івановичу була присуджена перша премія — Почесний приз міста Харкова — срібний кубок на срібному підносі з надписом: 
|  | За представленные экспонаты и за выдающиеся заслуги по акклиматизации растений. |

. Плоди Каразінського саду експонувались також на осінньому конкурсі плодів Європи у Парижі.

### Громадська діяльність
У вересні 1865 році на зборах Богодухівського земства Іван Каразін обирається головою управи. Під його керівництвом вона склала ряд проектів: про устрій лікарняної частини, про народну освіту, про дорожні і поштові повинності у повіті. Вони передбачали, що дворяни не ухилятимуться від податків на загальну земську користь заради всіх верств населення.
Пропоновані проекти обговорювалися у вересні 1866 року на земських зборах. Більшість їх членів (міщани, купці, духовенство, селяни) підтримали Івана Каразіна. Але дворянство, яке оберігало свою свободу і привілеї, виступило проти нововведень управи. Каразіна звинуватили у невгамованому лібералізмі і прагненні повалення встановленого урядом порядку (заміну натурального податку грошовим). Проти нього була заведена судова справа. Вона тяглася майже три роки. Тільки у жовтні 1869 року 5-й департамент Урядового сенату своїм вироком повністю виправдав колишнього голову Богодухівської земської управи.
Невдачі не зупинили богодухівського поміщика. Каразін понад 30 років займався проблемою захисту сільського населення від пожеж. Жахливі картини пожежі у с. Писарівка, свідком якої він був, у Малинівці, де згоріло 1000 критих соломою хат, спонукали його ініціювати заміну соломи іншим покрівельним незаймистим матеріалом, а саме — черепицею.
Іван Каразін звертається до Богодухівського земства з пропозицією будівництва черепичних заводів у повіті. Не одержавши підтримки, він ретельно вивчає іноземний досвід і будує за свій кошт завод французької черепиці. Каразін знаходить необхідну глину і робить перші черепиці своїми руками. Про все це згодом він розповість у статті «До історії мого заводу». Одна фраза цієї статті, зазначають дослідники, пояснює витоки судової справи проти нього.
|  | Ані за вихованням, ані за особистим смаком я не співчував порядкам того часу. |

У грудні 1900 року він виступає на зборах Харківського губернського земства з промовою щодо доцільності будівництва черепичних заводів в губернії. І харківські земці підтримали його. Збори поклали початок широкому розповсюдженню черепиці, прийнявши пропозиції Івана Каразіна в питаннях допомоги земським кредитом і субсидіюванням початкуючому виробнику для розвитку цієї справи. Але просувалась вона в губернії дуже повільно.
Занепокоєний становищем, він звертається до Імператорського Всеросійського пожежного з'їзду (1902 р.) з проханням про клопотання перед Урядом з цього приводу. Він надсилає доповідь і пропозиції, пов'язані з промисловим розвитком черепичної справи в державі. Розуміючи масштабність цієї роботи, Іван Каразін вирішує залучити до неї приватних підприємців, стимулюючи їх діяльність пільгами та гарантіями збуту продукції.
Саме з ініціативи Каразіна, зазначають дослідники, черепиця як будівельний матеріал увійшла у побут не тільки Слобожанщини, а й багатьох губерній Росії.
Також Іван Іванович довгий час був гласним Харківського губернського земства, богодухівським суддею.
Тричі обирався він і членом Харківського відділення державного дворянського земельного банку. На цій посаді брав участь в оцінках дворянських маєтків, що подавались до застави.
Але головною справою його життя було продовження започаткованої батьком науково-практичної роботи з акліматизації рослин у Краснокутському дендропарку.

## Спадок Каразіна
Іван Іванович Каразін помер 13 вересня 1903 року. Поховано його було поруч з батьком — Іваном Назаровичем Каразіним.
На церемонії поховання керівник державного майна Харківської і Полтавської губерній В. М. Козлов, голова Південно-російського товариства акліматизації назвав небіжчика борцем за правду, а Основинський сад (нині — Краснокутський дендропарк) — надбанням Росії, славою його родини та її освічених предків.
19 вересня1903 року на екстреному засіданні Харківської міської Думи була прийнята постанова про заснування у Краснокутську (нині — смт. Краснокутськ) учнівської стипендії імені Івана Івановича Каразіна.
Спогади про роботу на початку 70-х років у Харківському мировому з'їзді залишив юрист Анатолій Коні:
|  | Среди богодуховских судей был один, теплые воспоминания о котором живут в моей душе. Иван Иванович Каразин, племянник знаменитого основателя Харьковского университета, соединил в себе с любящей простотой русского сердца чрезвычайно редкую у нас настойчивость в преследовании своих целей и упорство в труде. Целями его были добро родной земли. Под его красивой, мужественной наружностью и мягким, связанным с незлобивым юмором обращением, скрывались черты настоящего пионера цивилизации. Кто видел этот сад, где были акклиматизированы разнообразнейшие и редкие растения, этот прекрасный оазис среди степей – и кто вспомнил при этом, что все это дело самоотверженного и бескорыстного труда одного человека, тот не мог не поклониться почтенному старцу, в глазах которого светился огонь молодой энергии. |

.
Пореволюційні десятиліття були періодом поступової руйнації Краснокутського дендропарку. Місце поховань Івана Назаровича та Івана Івановича Каразіних в 30-х роках було зруйноване, пам'ятники знищили.
У 1921 році на засіданні волосної економради було прийняте рішення про ліквідацію колишнього маєтку Каразіних у Краснокутську і перевезення залишків будівель для устаткування агрохімічного пункту. Цим же рішенням залишки знищеного пожежею цегляно-черепичного заводу Каразіних було вирішено «употребить на устройство в Красном Куте каланчи, пожарных сараев, бани и прочее».
Поступово зникали сліди рукотворної діяльності Каразіних на Слобожанщині. Залишався лише їх сад.
Тільки наприкінці 60-х років у Краснокутському дендропарку почались широкомасштабні відновлювальні роботи.
А у кінці 80-х років зусиллями директора Краснокутської дослідної станції садівництва Віктора Олексійовича Кібкала надмогильні плити Каразіних було відновлено.
Київські ентомологи, досліджуючи ентомосферу Краснокутського дендропарку, виявили новий для науки вид совки і назвали її Exochus Karazinii Tolkaniz — на честь батька Івана Івановича — Івана Назаровича Каразіна — засновника Краснокутського дендропарку.
А селекціонери Краснокутської дослідної станції садівництва (О. Я. Берендей, В. О. Кібкало, В. О. Бибик) створили новий сорт яблуні і назвали його на честь сім'ї Каразіних — Каразінське.

## Виноски
1. 1 2  Суспільно-політичні погляди В. Н. Каразіна. Автореф. дис. канд. іст. наук: 07.00.01 / А. В. Хрідочкін; Дніпропетр. нац. університет. — Д., 2001. — 17 с. — укр.
2. ↑  Березюк Н. М., Грамма В. Н. Слід добрий і вічний на землі Слобожанській (Іван Назарович Каразін та його нащадки)//Журнал «Університети». — 2003. — № 2.
3. ↑  Кичунов Н. И. Основянский акклиматизационный сад Ивана Ивановича Каразина // Изд. Южно-рус. о-ва акклиматизации. – 1900. – № 12. – С. 12
4. ↑  Березюк Н. М., Грамма В. Н. Слід добрий і вічний на землі Слобожанській (Іван Назарович Каразін та його нащадки)//Журнал "Університети". - 2003. - №2.
5. ↑  Голос. — 1869. — № 133
6. ↑  Каразин И. И. К истории моего завода // Харьк. губ. вед. – 1889. – 22 июля.
7. ↑  Кони А. Ф. Отрывки из воспоминаний // Вестник Европы. – 1909. – Т.1. – С. 55–57.
8. ↑  ДАХО Ф. — 431, оп. 1, спр. 149, арк. 45.
9. ↑  Кібкало В. На честь родини Каразіних [про новий сорт яблуні] // Сад, виноград і вина України. — 1999. — № 3/4. — С. 14-15.